# XXXII. Armeekorps (Wehrmacht)
Das XXXII. Armeekorps der deutschen Wehrmacht, im vollen Titel Generalkommando XXXII. Armeekorps, war die Bezeichnung für die entsprechende Kommandobehörde, aber auch für den Verband aus mehreren Divisionen und eigenen Korpstruppen, der von diesem Generalkommando geführt wurde und unter dem Oberbefehl einer Armee oder Heeresgruppe stand.

## Aufstellung, Umbenennung, Auflösung

### Höheres Kommando z.b.V. XXXII
Das Höhere Kommando z.b.V. XXXII war ein Großverband der deutschen Wehrmacht. Es wurde am 15. Oktober 1939 im Wehrkreis II (in Stralsund) aus dem Grenzschutz-Abschnittkommando 2 Deutsch-Krone aufgestellt; am 27. Mai 1942 erfolgte die Umbenennung in (Generalkommando) LXXXI. Armeekorps.

### XXXII. Armeekorps
Das (Generalkommando) XXXII. Armeekorps wurde im März 1945 aus dem stellv. Generalkommando II. Armeekorps im Wehrkreis II (in Stettin) aufgestellt.
Es wurde im Rahmen der 3. Panzerarmee unter der Führung des General der Infanterie Friedrich-August Schack an der nördlichen Oderfront etabliert, unterstellt waren:
- Die 549. Volksgrenadier-Division (Generalmajor Karl Jank) lag im Raum nördlich von Stettin zwischen Ziegenort bis Pölitz.
- Als Reserve fungierte dahinter die Divisionsgruppe „von Ledebur“ (Oberst Hans-Jürgen von Ledebur) und die 281. Infanterie-Division (Generalleutnant Bruno Ortner) beidseitig der Festung Stettin, deren Garnison von Generalmajor Ferdinand Brühl geführt wurde.
- Teile der 7. Panzerdivision (Oberst Hans Christern) wurden über See aus Danzig in den Korpsbereich herangeführt.

Ab 20. April 1945 wurde der Korpsbereich durch die Truppen der 2. Weißrussische Front (Marschall Rokossowski) in der Stettin-Rostocker Operation angegriffen und nach Vorpommern abgedrängt.

## Korpstruppen (Höheres Kommando z.b.V. XXXII)
- Nachrichtenkompanie 432
- Nachschubtruppen 432[1]

## Unterstellung und Einsatzgebiet
Siehe Verbände und Truppen der deutschen Wehrmacht und Waffen-SS im Zweiten Weltkrieg 1939 – 1945.
| Jahr                              | Monat | Armee          | Heeresgruppe          | Einsatzgebiet              |
| Höheres Kommando z.b.V. XXXII     |       |                |                       |                            |
| 1940                              | 06-06 | z.Vfg. Gen.Qu. |                       |                            |
|                                   | 07-07 | 16. Armee      | Heeresgruppe A        | Kanalküste, Nordfrankreich |
|                                   | 08-12 | 9. Armee       | Heeresgruppe A        | Kanalküste, Nordfrankreich |
| 1941                              | 01-04 | 9. Armee       | Heeresgruppe A        | Kanalküste, Nordfrankreich |
|                                   | 05-12 | 15. Armee      | Heeresgruppe D        | Kanalküste, Nordfrankreich |
| 1942                              | 01-05 | 15. Armee      | Heeresgruppe D        | Kanalküste, Nordfrankreich |
| Generalkommando XXXII. Armeekorps |       |                |                       |                            |
| 1945                              | 04-04 | 3. Panzerarmee | Heeresgruppe Weichsel | Oder (Stettin)             |